# Pomična
Pomična (ukrajinsky Помічна, rusky Помошная – Pomošnaja) je město v Kirovohradské oblasti na Ukrajině. K roku 2015 v ní žilo přes devět tisíc obyvatel.

## Poloha a doprava
Pomična ležína Čorném Tašlyku, přítoku Syňuchy v povodí Jižního Bugu. Od Korpyvnyckého, správního střediska oblasti, je vzdálena přibližně sedmdesát kilometrů jihozápadně, od Dobrovelyčkivky, správního střediska rajónu, přibližně čtyřiadvacet kilometrů jihovýchodně. Bližší větší město je Novoukrajinka přibližně třináct kilometrů severovýchodně.
Pomična je železničním uzlem, vedou přes ni trať z Bachmače do Oděsy a trať z Boršči do Charkova.

## Dějiny
Pomična byla založena v roce 1775. Od 1. srpna 1868 je připojena na železnici.
Za druhé světové války byla okupována nacistickým Německem a jednotky Rudé armády město dobyly zpět 18. března 1944.
Od 14. května 1967 je Pomična městem.

### Rodáci
- Mykola Hejko (1960–2009), režisér, herec a scenárista
- Hanna Oleksandrivna Vronska (*1974), právnička a politička